# Triphallia
La triphallia (triphallie ou triphallus) est une maladie congénitale extrêmement rare qui se caractérise par une triplication totale ou partielle du pénis. Le premier et unique cas de triphallia à avoir été recensé chez l'espèce humaine date de 2020,.
La triphallia se rapproche de la diphallia, anomalie plus fréquente caractérisée par le fait de naître avec deux pénis. 

## Prévalence
Il s'agit d'une malformation extrêmement rare.
Jusqu'à présent, un seul cas de triphallia a été recensé chez l'espèce humaine. Auparavant, un autre cas avait déjà été recensé chez l'animal (un escargot de mer plus précisément).

## Description
Dans le seul cas de triphallia recensé chez l'homme, un seul des trois pénis était fonctionnel. Les deux autres, dépourvus d'urètre, étaient situés en aval de ce dernier : l'un mesurait environ deux centimètres de long avec le gland et se trouvait à la racine du pénis primaire tandis que l'autre mesurait environ un centimètre de long et était sous le scrotum. Aucune autre malformation (associée ou non) n'a été détectée chez le patient.
Causes

## Histoire médicale
En 2015, un cas de triphallia est détecté chez un garçon de deux ans dans l'Uttar Pradesh en Inde. Cependant, il n'a pas pu être confirmé par les experts médicaux et ne figure donc pas dans la littérature scientifique à ce sujet.
En 2020, un cas de triphallia est signalé en Irak lorsqu'un nourrisson kurde de trois mois est amené dans un hôpital de Dohuk par ses parents, inquiets du gonflement anormal de son scrotum. Le cas est minutieusement examiné et détaillé dans un article scientifique publié dans l'International Journal of Surgery Case Reports. Il s'agit ainsi du premier cas de triphallia à avoir été décrit dans la littérature médicale (en).

## Prise en charge thérapeutique
L'ablation simple des deux pénis surnuméraires lors d'une opération d'urochirurgie pédiatrique est un moyen de traiter la triphallia et c'est le seul à avoir été utilisé jusque-là. Le patient du seul cas recensé de triphallia se portait toujours bien plus d'un an après l'opération. 